# Élections législatives de 1962 dans les Basses-Alpes
Les élections législatives françaises de 1962 se déroulent les 18 et 25 novembre 1962. Dans le département des Basses-Alpes, deux députés sont à élire dans le cadre de deux circonscriptions.

## Élus
| Circonscription | Député sortant   | Parti | Parti | Député élu ou réélu | Parti | Parti |
| --------------- | ---------------- | ----- | ----- | ------------------- | ----- | ----- |
| 1re             | Roger Diet       |       | UNR   | Marcel Massot       |       | Rad   |
| 2e              | Gabriel Domenech |       | MRP   | Claude Delorme      |       | SFIO  |

## Résultats

### Résultats à l'échelle du département
| Parti          | Parti                                          | Premier tour | Premier tour | Second tour | Second tour | Sièges |
| Parti          | Parti                                          | Voix         | %            | Voix        | %           | Sièges |
| -------------- | ---------------------------------------------- | ------------ | ------------ | ----------- | ----------- | ------ |
|                | Union pour la nouvelle République (UDT)        | 8 472        | 21,52        | 13 721      | 34,69       | 0      |
|                | Modérés                                        | 5 877        | 14,93        | Retrait     | Retrait     | 0      |
|                | Majorité présidentielle                        | 14 349       | 36,44        | 13 721      | 34,69       | 0      |
|                |                                                |              |              |             |             |        |
|                | Parti communiste français                      | 10 222       | 25,96        | Retrait     | Retrait     | 0      |
|                | Section française de l'Internationale ouvrière | 6 539        | 16,61        | 13 385      | 33,84       | 1      |
|                | Parti radical                                  | 5 625        | 14,29        | 12 445      | 31,47       | 1      |
|                | Parti socialiste unifié                        | 2 640        | 6,67         | Retrait     | Retrait     | 0      |
|                |                                                |              |              |             |             |        |
| Inscrits       | Inscrits                                       | 59 254       | 100,00       | 59 237      | 100,00      | 2      |
| Abstentions    | Abstentions                                    | 18 536       | 31,28        | 17 361      | 29,31       |        |
| Votants        | Votants                                        | 40 718       | 68,72        | 41 876      | 70,69       |        |
| Blancs et nuls | Blancs et nuls                                 | 1 343        | 3,3          | 2 325       | 5,55        |        |
| Exprimés       | Exprimés                                       | 39 375       | 96,7         | 39 551      | 94,45       |        |

### Résultats par circonscription

#### Première circonscription (Digne)
| Candidat       | Candidat           | Parti          | Premier tour | Premier tour | Second tour | Second tour |  |
| Candidat       | Candidat           | Parti          | Voix         | %            | Voix        | %           |  |
| -------------- | ------------------ | -------------- | ------------ | ------------ | ----------- | ----------- |  |
|                | Marcel Massot élu  | Radsoc         | 5 625        | 29,43        | 12 445      | 63,21       |  |
|                | Roger Diet sortant | UNR-UDT        | 4 626        | 24,2         | 7 243       | 36,79       |  |
|                | Maxime Berrin      | PCF            | 4 100        | 21,45        | Retrait     | Retrait     |  |
|                | Guy Reymond        | PSU            | 2 640        | 13,81        | Retrait     | Retrait     |  |
|                | Marc Jourdan       | Modérés        | 2 124        | 11,11        | Retrait     | Retrait     |  |
|                |                    |                |              |              |             |             |  |
| Inscrits       | Inscrits           | Inscrits       | 29 761       | 100,00       | 29 745      | 100,00      |  |
| Abstentions    | Abstentions        | Abstentions    | 9 982        | 33,54        | 8 970       | 30,16       |  |
| Votants        | Votants            | Votants        | 19 779       | 66,46        | 20 775      | 69,84       |  |
| Blancs et nuls | Blancs et nuls     | Blancs et nuls | 664          | 3,36         | 1 087       | 5,23        |  |
| Exprimés       | Exprimés           | Exprimés       | 19 115       | 96,64        | 19 688      | 94,77       |  |

#### Deuxième circonscription (Manosque)
| Candidat       | Candidat                 | Parti          | Premier tour | Premier tour | Second tour | Second tour |  |
| Candidat       | Candidat                 | Parti          | Voix         | %            | Voix        | %           |  |
| -------------- | ------------------------ | -------------- | ------------ | ------------ | ----------- | ----------- |  |
|                | Claude Delorme élu       | SFIO           | 6 539        | 32,28        | 13 385      | 67,39       |  |
|                | Pierre Girardot          | PCF            | 6 122        | 30,22        | Retrait     | Retrait     |  |
|                | Georges Broussine        | UNR-UDT        | 3 846        | 18,98        | 6 478       | 32,61       |  |
|                | Gabriel Domenech sortant | Modérés        | 3 753        | 18,52        | Retrait     | Retrait     |  |
|                |                          |                |              |              |             |             |  |
| Inscrits       | Inscrits                 | Inscrits       | 29 493       | 100,00       | 29 492      | 100,00      |  |
| Abstentions    | Abstentions              | Abstentions    | 8 554        | 29           | 8 391       | 28,45       |  |
| Votants        | Votants                  | Votants        | 20 939       | 71           | 21 101      | 71,55       |  |
| Blancs et nuls | Blancs et nuls           | Blancs et nuls | 679          | 3,24         | 1 238       | 5,87        |  |
| Exprimés       | Exprimés                 | Exprimés       | 20 260       | 96,76        | 19 863      | 94,13       |  |